# Ryan Shay
Ryan Shay (né le 4 mai 1979, décédé le 3 novembre 2007) était un athlète américain de course de fond.
Le 3 novembre 2007, il succomba à une crise cardiaque, en plein marathon à New York (New York, États-Unis).

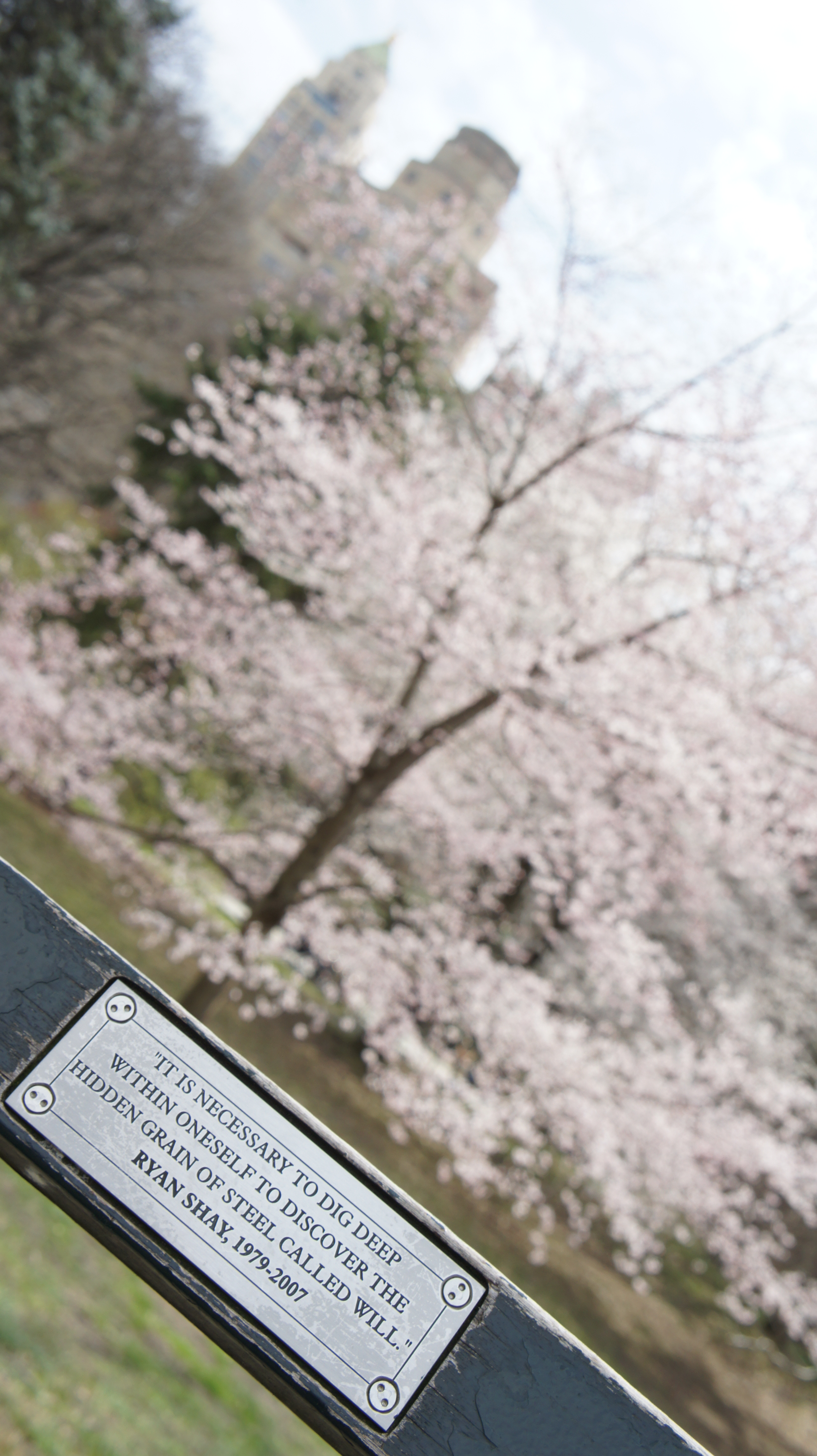